# العلاقات البولندية السلوفينية
العلاقات البولندية السلوفينية هي العلاقات الثنائية التي تجمع بين بولندا وسلوفينيا.

## مقارنة بين البلدين
هذه مقارنة عامة ومرجعية للدولتين:
| وجه المقارنة                                              | بولندا                                                                             | سلوفينيا                                                      |
| --------------------------------------------------------- | ---------------------------------------------------------------------------------- | ------------------------------------------------------------- |
| المساحة (كم2)                                             | 312.68 ألف                                                                         | 20.27 ألف                                                     |
| عدد السكان (نسمة)                                         | 38.43 مليون                                                                        | 2.07 مليون                                                    |
| الكثافة السكانية (ن./كم²)                                 | 122.91                                                                             | 102.12                                                        |
| العاصمة                                                   | وارسو                                                                              | ليوبليانا                                                     |
| اللغة الرسمية                                             | اللغة البولندية                                                                    | اللغة السلوفينية، اللغة الإيطالية، لغة مجرية                  |
| العملة                                                    | زلوتي بولندي                                                                       | يورو، تولار سلوفيني                                           |
| الناتج المحلي الإجمالي (بليون دولار)                      | 524.51 مليار                                                                       | 48.77 مليار                                                   |
| الناتج المحلي الإجمالي (تعادل القوة الشرائية) بليون دولار | 1.02 تريليون                                                                       | 66.01 مليار                                                   |
| الناتج المحلي الإجمالي الاسمي للفرد دولار أمريكي          | 12.55 ألف                                                                          | 20.73 ألف                                                     |
| الناتج المحلي الإجمالي للفرد دولار أمريكي                 | 26.14 ألف                                                                          | 30.40 ألف                                                     |
| مؤشر التنمية البشرية                                      | 0.843                                                                              | 0.880                                                         |
| رمز المكالمات الدولي                                      | +48                                                                                | +386                                                          |
| رمز الإنترنت                                              | .pl                                                                                | .si                                                           |
| المنطقة الزمنية                                           | توقيت وسط أوروبا، ت ع م+01:00، ت ع م+02:00، أوروبا/وارسو ‏، توقيت وسط أوروبا الصيفي | توقيت وسط أوروبا، ت ع م+01:00، ت ع م+02:00، أوروبا/ليوبليانا ‏ |

## مدن متوأمة
في ما يلي قائمة باتفاقيات التوأمة بين مدن بولندية وسلوفينية:
- ترتبط خوينا مع شكوفجا لوكا باتفاقية توأمة.
- ترتبط Łańcut [الإنجليزية]‏ مع بيران باتفاقية توأمة.
- ترتبط تورون مع نوفو ميتسو باتفاقية توأمة منذ 1988.[14][15][16][17]
- ترتبط بيوتركوف تريبونالسكي مع فيلينيه باتفاقية توأمة منذ 1996.

## منظمات دولية مشتركة
يشترك البلدان في عضوية مجموعة من المنظمات الدولية، منها:
| علم المنظمة | اسم المنظمة                             | تاريخ انضمام بولندا | تاريخ انضمام سلوفينيا |
| ----------- | --------------------------------------- | ------------------- | --------------------- |
|             | الاتحاد الأوروبي                        | 1 مايو 2004         | 1 مايو 2004           |
|             | وكالة ضمان الاستثمار متعدد الأطراف      | 29 يونيو 1990       | 19 مارس 1993          |
|             | منظمة التعاون الاقتصادي والتنمية        | 22 نوفمبر 1996      | ?                     |
|             | الأمم المتحدة                           | 24 أكتوبر 1945      | 22 مايو 1992          |
|             | الفريق المعني برصد الأرض                | ?                   | ?                     |
|             | مركز تنسيق الحركة في أوروبا ‏            | ?                   | ?                     |
|             | منظمة حظر الأسلحة الكيميائية            | ?                   | ?                     |
|             | منظمة التجارة العالمية                  | 1 يوليو 1995        | ?                     |
|             | منظمة الشرطة الجنائية الدولية           | ?                   | ?                     |
|             | منظمة الأمن والتعاون في أوروبا          | 25 يونيو 1973       | 24 مارس 1992          |
|             | مؤسسة التنمية الدولية                   | 28 أكتوبر 1960      | 25 فبراير 1993        |
|             | حلف شمال الأطلسي                        | 12 مارس 1999        | 29 مارس 2004          |
|             | يونسكو                                  | 6 نوفمبر 1946       | 27 مايو 1992          |
|             | مجلس أوروبا                             | 26 نوفمبر 1991      | ?                     |
|             | Strategic Airlift Capability ‏           | ?                   | ?                     |
|             | الاتحاد البريدي العالمي                 | 1 مايو 1919         | ?                     |
|             | البنك الدولي للإنشاء والتعمير           | 27 يونيو 1986       | 25 فبراير 1993        |
|             | اتفاقية السماوات المفتوحة               | ?                   | ?                     |
|             | المنظمة الهيدروغرافية الدولية           | ?                   | ?                     |
|             | الاتحاد الدولي للاتصالات                | 1921                | 16 يونيو 1992         |
|             | مؤسسة التمويل الدولية                   | 29 ديسمبر 1987      | 25 فبراير 1993        |
|             | المنظمة الأوروبية لسلامة الملاحة الجوية | 2004                | 1995                  |
|             | مجموعة أستراليا                         | 1994                | 2004                  |
|             | مجموعة الموردين النوويين                | ?                   | ?                     |

## وصلات خارجية
- موقع وزارة الخارجية البولندية
- موقع وزارة الخارجية السلوفينية